# Карл Фридрих (Хоенцолерн-Зигмаринген)
Карл Фридрих Леополд Йозеф фон Хоенцолерн-Зигмаринген (на немски: Karl Friedrich Leopold Joseph von Hohenzollern-Sigmaringen; * 9 януари 1724 в дворец Зигмаринген; † 20 декември 1785 в дворец Краухенвайс) от швабската линия на Хоенцолерните е княз на Хоенцолерн-Зигмаринген (1769 – 1785), господар на Хайгерлох и замък Верщайн при Зулц ам Некар.
Той е син на княз Йозеф Фридрих Ернст Майнрад Карл Антон фон Хоенцолерн-Зигмаринген (1702 – 1769) и първата му съпруга принцеса Мария фон Йотинген-Шпилберг (1703 – 1737), дъщеря на граф и имперски княз (от 1734) Франц Албрехт фон Йотинген-Шпилберг (1663 – 1737) и наследничката фрайин Йохана Маргарета фон Швенди (1672 – 1727). Баща му се жени втори път 1738 г. за графиня Юдит фон Клозен (1718 – 1743) и трети път 1743 г. за графиня Терезия фон Валдбург-Траухбург (1696 – 1761).
Принцът е възпитаван първо в Зигмаринген и Мюнхен. След това следва в университетите във Фрайбург, Гьотинген и Инголщат. През 1746 г. той се връща обратно в Зигмаринген и започва „кавалерски тур“ през Германия, Австрия и Италия, където е в множество големи дворове. Той посещава роднините си в Нидерландия. Там се запознава с бъдещата си съпруга.
Карл Фридрих е през Седемгодишната война на страната на Мария Терезия от Австрия против Прусия. Той служи до 1763 г. в конен полк. Карл Фридрих е наследствен кемерер на Свещената Римска империя и генерал фелдмаршал лейтенант на Швабския имперски окръг. Той обича много да ловува.
Карл Фридрих фон Хоенцолерн-Зигмаринген умира на 20 декември 1785 г. на 61 години в дворец Краухенвайс и е погребан в Зигмаринген.

## Фамилия
Карл Фридрих фон Хоенцолерн-Зигмаринген се жени 1749 г. в замък Кайл близо до Тревес за графиня Йохана Йозефина Антония фон Хоенцолерн-Берг (* 14 април 1727; † 22 февруари 1787, Зигмаринген), дъщеря на граф Франц Вилхелм фон Хоенцолерн-Берг (1704 – 1737) и графиня Мария Катарина фон Валдбург-Цайл (1702 – 1739). Тя е внучка на дядо му княз Майнрад II фон Хоенцолерн-Зигмаринген (1673 – 1715) и графиня Йохана Катарина Виктория фон Монфорт-Тетнанг (1678 – 1759) Те имат 12 деца:
- Фридрих Йозеф Фиделис Антон (* 29 май 1750, Зигмаринген; † 17 август 1750, Зигмаринген)
- Йохан Баптист Фридрих Фиделис (*/† 18 август 1751, Зигмаринген, погребан в Хединген)
- Антон Йоахим Георг Франц (* 12 юли 1752, Зигмаринген; † 1 ноември 1752, Зигмаринген)
- Фиделис Йозеф Антон Франц (* 11 юли 1753, Зигмаринген; † 6 февруари 1754, Зигмаринген, погребан в Хединген)
- Йоахим Адам (* 15 авгхуст 1755, Зигмаринген; † 22 март 1756, Зигмаринген, погребан там)
- Йозеф Фридрих Фиделис (* 17 юни 1758, Зигмаринген; † 12 септември 1759, Зигмаринген)
- Франц Конрад Мария Фиделис (* 12 юли 1761, Зигмаринген; † 18 юли 1762, Зигмаринген)
- Антон Алойс Майнрад Франц фон Хоенцолерн-Зигмаринген (* 20 юни 1762, Зигмаринген; † 17 октомври 1831, Зигмаринген), княз на Хоенцолерн-Зигмаринген, женен 1782 г. за принцеса Амалия Цефирина фон Залм-Кирбург (1760 – 1841)
- Мария Франциска Анна Антония (* 8 август 1754, Зигмаринген; † 22 април 1755, Зигмаринген, погребана в Хединген)
- Фиделия Терезия Каролина Кресценция (* 27 октомври 1763, Зигмаринген; † 3 ноември 1763, Зигмаринген)
- Йохана Франциска Антония (* 3 май 1765, Зигмаринген; † 23 август 1790 в дворец Кирн), омъжена на 29 ноември 1781 г. в Страсбург за княз Фридрих III фон Залм-Кирбург († 25 юли 1794, гилотиран в Париж)
- Мария Кресценция (* 23 юли 1766, Зигмаринген; † 5 май 1844, дворец Холцен), „фрау фон Холцен“ на 12 юни 1813 г., омъжена 1807 г. за граф Франц Ксавер Фишлер фон Тройберг (* 1775; † 1 октомври 1835, Холцен)